# 버즈피드
버즈피드(영어: BuzzFeed)는 뉴스 및 엔터테인먼트 웹사이트이다. 2006년에 요나 페레티가 설립했다. 사용자가 올리는 뉴스, 버즈피드와 제휴한 매체의 기사가 주요 콘텐츠로 정리되어 노출된다.
원래 온라인 퀴즈, "목록", 대중 문화 기사로 알려졌던 이 회사는 정치, DIY, 동물, 비즈니스 등 다양한 주제를 다루는 글로벌 미디어 및 기술 회사로 성장했다. 버즈피드는 시청자가 광고 콘텐츠를 읽을 가능성을 높이는 데 도움이 되는 전략인 네이티브 광고를 통해 수익을 창출한다.
2011년 말, 버즈피드는 폴리티코(Politico)의 벤 스미스(Ben Smith)를 편집장으로 고용하여 사이트를 장문 저널리즘과 보도로 확장했다. 탐사 저널리즘에 대한 수년간의 투자 끝에 버즈피드 뉴스(BuzzFeed News)는 2021년까지 내셔널 매거진 어워드(National Magazine Award), 조지 포크 어워드(George Polk Award) 및 퓰리처상을 수상했으며 마이클 켈리 어워드(Michael Kelly Award) 후보로 지명되었다. 버즈피드 뉴스는 나중에 기본 버즈피드 웹사이트의 섹션으로 존재하지 않고 자체 도메인으로 이동했다. 2023년 4월 20일, 페레티(Peretti)는 버즈피드 미디어(BuzzFeed Media)가 버즈피드 뉴스(BuzzFeed News)를 폐쇄하고 뉴스 활동을 허핑턴 포스트(The Huffington Post)에 집중하여 약 180명의 직원을 해고할 것이라고 발표했다.
2014년 퓨 리서치 센터(Pew Research Center) 조사에 따르면 미국에서는 연령이나 정치적 성향에 관계없이 대다수의 응답자가 버즈피드를 신뢰할 수 없는 자료원으로 간주하는 것으로 나타났다. 회사의 청중은 좌파 성향으로 묘사되었다.

## 같이 보기
- 매셔블
- 복스 미디어